# Emanuele Coen

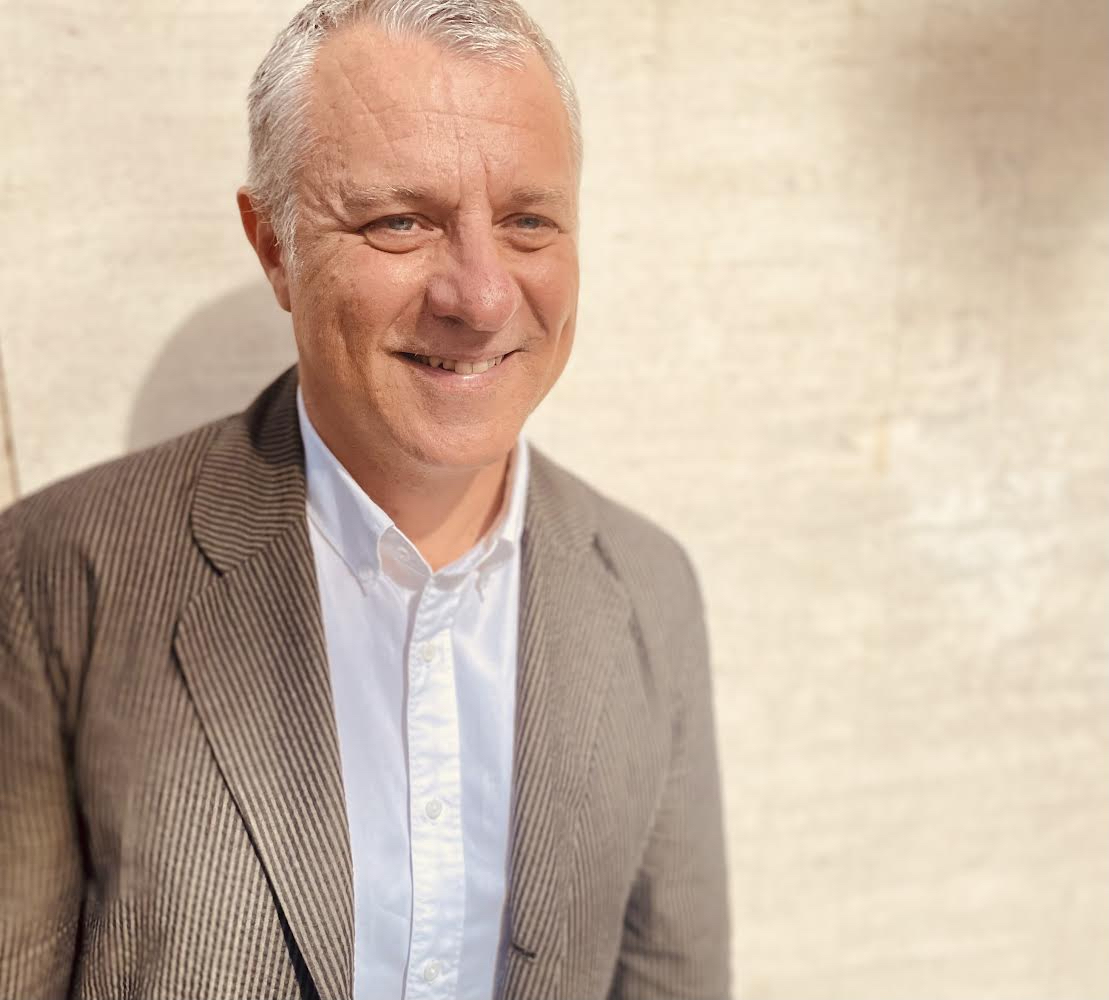
Emanuele Coen

Emanuele Coen (Roma, 18 giugno 1968) è un giornalista e scrittore italiano, facente parte della redazione Cultura del settimanale l'Espresso.

## Carriera
A partire dal 2009 ha realizzato per l'Espresso inchieste, reportage, interviste su temi diversi: viaggi, cultura e sviluppo delle metropoli, società, stili di vita.
Nel 2023 esce il romanzo La figlia del Vesuvio (Sem), liberamente ispirato alla vicenda di Elvira Notari, la prima regista italiana. Una storia di emancipazione femminile ambientata a Napoli, insieme a Torino capitale del cinema muto in Italia.
Nel 2019 esce il libro La coscienza e la legge, dialogo tra Raffaele Cantone e Vincenzo Paglia, a cura di Emanuele Coen (Casa editrice Giuseppe Laterza & figli).
Nel 2000 si è occupato per i settimanali Diario, diretto da Enrico Deaglio, e Courrier International del tema della restituzione dei beni sottratti agli ebrei dai nazisti in Francia durante la seconda guerra mondiale .
Insieme a Flavia Capitani, nel 2005 seleziona le scrittrici Gabriella Kuruvilla, Ingy Mubiayi, Igiaba Scego e Laila Wadia per l'antologia di racconti Pecore nere (Casa editrice Giuseppe Laterza & figli). Il volume raccoglie otto storie incentrate sui temi delle identità che condividono diverse culture di appartenenza.
Tra il 2004 e il 2008 visita Belgrado, Bucarest, Sofia, Tirana e Varsavia e pubblica alcuni reportage su D - la Repubblica delle donne.
Nel 2008 esce il libro A Est - Belgrado, Bucarest, Sofia, Tirana, Varsavia-Il volto della nuova Europa (Giulio Einaudi Editore), scritto insieme a Flavia Capitani, un "reportage che sfata molti cliché e mette in scena le sorprendenti città orientali, lontane dagli itinerari classici"
Dal 2008 al 2009 lavora nell'ufficio centrale di Sky TG24 a Roma.

## Opere
- A Est – Belgrado, Bucarest, Sofia, Tirana, Varsavia – Il volto della nuova Europa di Flavia Capitani e Emanuele Coen, Torino Einaudi, 2008 ISBN 978-88-06-19048-4.
- Italia Express - Grand Tour da Milano a Palermo, sei reportage culturali per L'Espresso, Gedi Gruppo Editoriale, 2019 ISBN 978-88-8371-199-2.
- La città dentro - Una coppia, dieci metropoli, molte emozioni di Flavia Capitani e Emanuele Coen, Polaris editore, 2019, ISBN 978-88-6059-224-8.
- La figlia del Vesuvio di Emanuele Coen, Sem libri (gruppo Feltrinelli), 2023, ISBN  9788893905503.